# Portugalia na Letniej Uniwersjadzie 2007
Portugalię na Letniej Uniwersjadzie w Bangkoku reprezentowało  zawodników. Portugalczycy zdobyli 2 medale (1 złoty, 1 srebrnyy)

## Medale

### Złoto
- Jessica Augusto – lekkoatletyka, 5000 metrów

### Srebro
- Luis Araujo – gimnastyka sportowa, skok przez konia